# Blyrall
Blyrall (Pardirallus sanguinolentus) är en fågel i familjen rallar inom ordningen tran- och rallfåglar.

## Utseende och läte
Blyrallen är en hönslik rall med enfärgat mörkgrå undersida, brun rygg och röda ben och ögon. Arten liknar svartaktig rall men har en röd och blå fläck längst in på näbben och mörk strupe, ej ljus. Lätet är ett gnissligt upprepat "truie truie" som kan höras även dagtid.

## Utbredning och systematik
Blyrallen förekommer i Sydamerika, från Peru och sydöstra Brasilien söderut till Eldslandet. Den delas in i sex underarter med följande utbredning:
- Pardirallus sanguinolentus simonsi – torra stränder från Peru till norra Chile
- Pardirallus sanguinolentus tschudii – tempererade Peru (övre Marañón) till Titicacasjön
- Pardirallus sanguinolentus zelebori – sydöstra Brasilien
- Pardirallus sanguinolentus sanguinolentus– sydostligaste Brasilien Uruguay, Paraguay och norra Argentina
- Pardirallus sanguinolentus landbecki – centrala Chile (från Atacama till Llanquihue) och intilliggande delar av Argentina
- Pardirallus sanguinolentus luridus – Tierra del Fuego och Kap Horn

## Levnadssätt
Blyrallen hittas i kanter av olika typer av våtmarker, till och med nära bebyggelse.

## Status
Arten har ett stort utbredningsområde och beståndet anses stabilt. Internationella naturvårdsunionen IUCN listar den därför som livskraftig (LC).